# Alacadağ
Der Alacadağ (auch: Alaca Dağ) ist ein 2844 m hoher Berg im Osten der Türkei. 
Der Alacadağ ist Teil des Ostpontischen Gebirges. Der Berg liegt 10 km westlich der Provinzhauptstadt Artvin in der gleichnamigen Provinz. Seine Hänge sind bewaldet.